# Fosazepam
Il fosazepam è uno psicofarmaco appartenente alla categoria delle benzodiazepine ed è considerato come un idrosolubile del Diazepam. Ha una struttura analoga a quella del diazepam, l'unica differenza è la presenza di un gruppo dimeltifosforilico per migliorarne la solubilità in acqua.

## Proprietà farmacologiche
Il fosazepam ha effetti simili sul sonno come tutte le altre benzodiazepine (sedativi e ansiolitici). In uno studio clinico è stato riportato che il fosazepam aiuta ad aumentare la durata del sonno con meno interruzioni, anche se la qualità del sonno viene peggiorata con la soppressione del sonno profondo e un aumento del sonno leggero.

## Effetti collaterali
I possibili effetti collaterali del fosazepam includono sensazioni di ridotta vitalità mattutina e dopo l'interruzione del farmaco, sintomi di astinenza da benzodiazepine, di ansia e concentrazione ridotta.